# Pembroke College (Oxford)
Il Pembroke College è uno dei collegi costituenti l'Università di Oxford. Fondato nel 1624, deve il suo nome all'allora cancelliere dell'università, William Herbert, III conte di Pembroke. Dopo la costruzione del primo quad nel corso del XVII secolo, vi si aggiunse la cappella nel 1732 e la Hall nel 1848. Ospita un totale di circa 500 studenti, anche se non accetta domande per materie quali la fisica e la letteratura classica.